# Stefan Schulte (Manager)

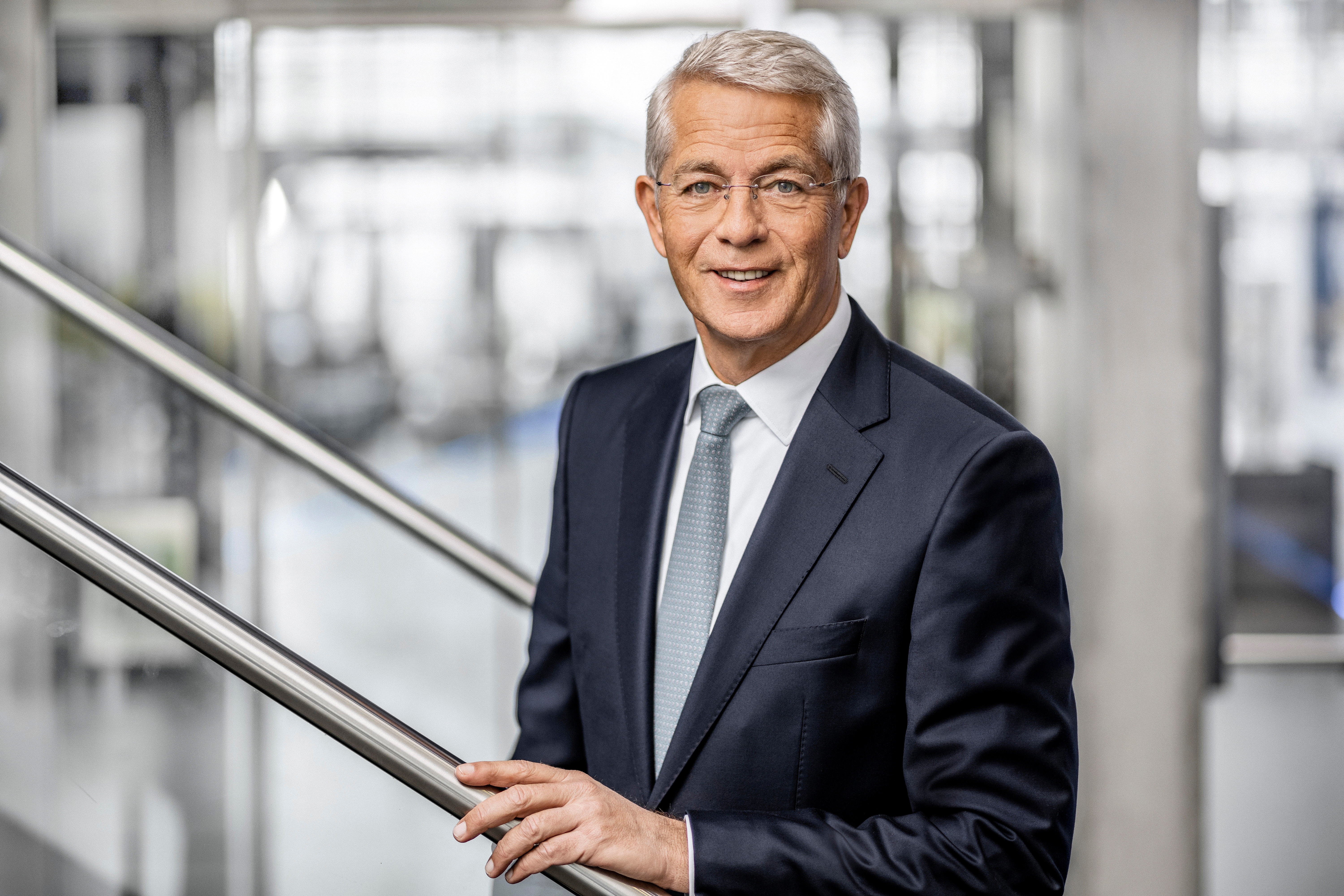
Stefan Schulte, 2022

Stefan Schulte (* 9. April 1960 in Wuppertal) ist ein deutscher Manager. Er ist seit September 2009 Vorstandsvorsitzender der Fraport AG, der Betreibergesellschaft des Frankfurter Flughafens.

## Leben
Nach der Ausbildung als Bankkaufmann und dem Studium der Betriebswirtschaftslehre wurde Schulte an der Universität zu Köln zum Dr. rer. pol. promoviert. 1991 trat er in die Abteilung für Konzernentwicklung der Deutschen Bank ein. Von 1996 bis 2000 war Schulte bei Mannesmann Arcor in Eschborn Bereichsleiter Controlling und Interconnection und dann Finanzvorstand (Chief Financial Officer) bei Infostrada S.p.A., der damaligen italienischen Festnetztochter der Mannesmann/Vodafone-Gruppe mit Sitz in Mailand. Von 2001 bis 2003 war Schulte Mitglied des Vorstands und Arbeitsdirektor der Deutz AG in Köln, wo er den kaufmännischen Bereich sowie Personal und Recht führte.
Seit 2003 arbeitet Stefan Schulte für Fraport. Als Finanzvorstand verantwortete er zunächst den kaufmännischen Bereich, die IT-Dienstleistungen und das Beteiligungsgeschäft. Im April 2007 wurde er zum stellvertretenden Vorstandsvorsitzenden der Fraport AG ernannt.

## Tätigkeitsfelder
Schulte leitet in seiner Position als Vorstandsvorsitzender den Fraport-Konzern mit den Zentralbereichen Akquisitionen und Beteiligungen, Compliance, Werte- und Risikomanagement, Unternehmensentwicklung, Umwelt und Nachhaltigkeit, Unternehmenskommunikation sowie Revision und Rechtsangelegenheiten und Verträge. Schulte sieht die wichtigsten Herausforderungen in den Investitionen für die Modernisierung und Erweiterung der Flugbetriebsanlagen und deren Finanzierung.

## Mitgliedschaften
Schulte ist Mitglied des Executive Committee im europäischen Verband der Flughäfen, Airports Council International (ACI), im Aufsichtsrat der Deutschen Post AG und nimmt verschiedene Mandate bei Universitäten, Stiftungen und Vereinen in der Region Rhein-Main wahr. So war er Vorsitzender des Beirats der Erich-Becker-Stiftung.
Im Januar 2012 wurde Schulte in die Regierungskommission Deutscher Corporate Governance Kodex aufgenommen. Seit Juni 2013 ist Schulte Präsidiumsmitglied des CDU-Wirtschaftsrates.
Zum 1. Juni 2016 übernahm Schulte ehrenamtlich als Präsident den Vorsitz des Bundesverbandes der Deutschen Luftverkehrswirtschaft (BDL) von Klaus-Peter Siegloch.
Von 2018 bis 2025 war Schulte Präsident der Arbeitsgemeinschaft Deutscher Verkehrsflughäfen (ADV).